# Jan Vertonghen
Jan Bert Lieve Vertonghen (* 24. April 1987 in Sint-Niklaas) ist ein ehemaliger belgischer Fußballspieler. Der Innenverteidiger stand zuletzt beim RSC Anderlecht unter Vertrag. Er war von 2007 bis 2024 belgischer Nationalspieler. Seit 10. Oktober 2017 ist er Rekordnationalspieler seines Heimatlandes.

## Karriere

### Vereine
Vertonghen begann seine Karriere beim flämischen Fußballklub VK Tielrode. 2003 wurde er in das Jugendteam von Germinal Beerschot aufgenommen. Später spielte Vertonghen für die zweite Mannschaft von Ajax Amsterdam. Zur Saison 2006/07 wurde er in das A-Team von Ajax aufgenommen. Am 3. Dezember 2006, beim 6:0-Sieg gegen Willem II Tilburg, gab Vertonghen sein Debüt in der Eredivisie. Um ihm mehr Spielpraxis gewähren zu können, entschieden die Ajax-Verantwortlichen während der Winterpause den damaligen Youngster zu verleihen. Der RKC Waalwijk sicherte sich für den Rest der Saison die Dienste des Defensivspielers. Beim unterklassigen Verein kam Vertonghen zu regelmäßigen Einsätzen und setzte sich durch. Nach seiner Rückkehr nach Amsterdam war der Jungspieler Stammkraft der Profimannschaft und schaffte den Durchbruch. So gewann er 2010 den nationalen Pokal und konnte danach zweimal in Folge die niederländische Meisterschaft gewinnen.
Zur Saison 2012/13 wechselte er für rund 12,5 Millionen Euro zu Tottenham Hotspur in die Premier League. Dort setzte er sich ebenfalls als Stammspieler durch und hat nunmehr über 220 Ligaspiele und über 300 Pflichtspiele für Tottenham absolviert.
Mit dem aufgrund der COVID-19-Pandemie verspäteten Ende der Saison 2019/20 am 26. Juli 2020 endete sein Vertrag bei Tottenham. Im August 2020 unterschrieb er bei Benfica Lissabon einen Dreijahresvertrag. Vertonghen bestritt insgesamt 57 Ligaspiele für Lissabon, 6 Pokalspiele, 3 Spiele im Ligapokal, 1 Spiel um den Superpokal und 22 Spiele im Europapokal, bei denen er ein Tor schoss.
Anfang September 2022 wechselte er zurück nach Belgien zum Erstdivisionär RSC Anderlecht und unterschrieb dort einen Vertrag mit einer Laufzeit von zwei Jahren. Im Rest der Saison bestritt er 24 von 28 möglichen Ligaspielen für Anderlecht, in denen er ein Tor schoss, sowie elf Spiele in der Conference League mit ebenfalls einem Tor und ein Pokalspiel. In der Saison 2024/25 bestritt er 6 von 40 möglichen Ligaspielen sowie je ein Spiel im Pokal und Europa League. Im Sommer 2025 beendete er seine Karriere.

### Nationalmannschaft
Vertonghen kam am 2. Juni 2007 bei der 1:2-Niederlage gegen Portugal zu seinem Debüt in der A-Nationalmannschaft. Mit dem U-23-Team nahm Vertonghen bei den Olympischen Spielen 2008 teil und bestritt sechs Einsätze für die Farben seines Landes. Die Belgier erreichten das Spiel um die Bronzemedaille, verloren dies aber gegen Brasilien mit 0:3. In den Jahren danach scheiterte er allerdings mit der Nationalmannschaft sowohl in der WM-Qualifikation 2010 als auch in der Qualifikation zur EM 2012.
Am 26. Juni 2014 wurde Vertonghen bei der Weltmeisterschaft 2014 in Brasilien nach dem 1:0-Sieg im Gruppenspiel gegen Südkorea zum Man of the Match gewählt.

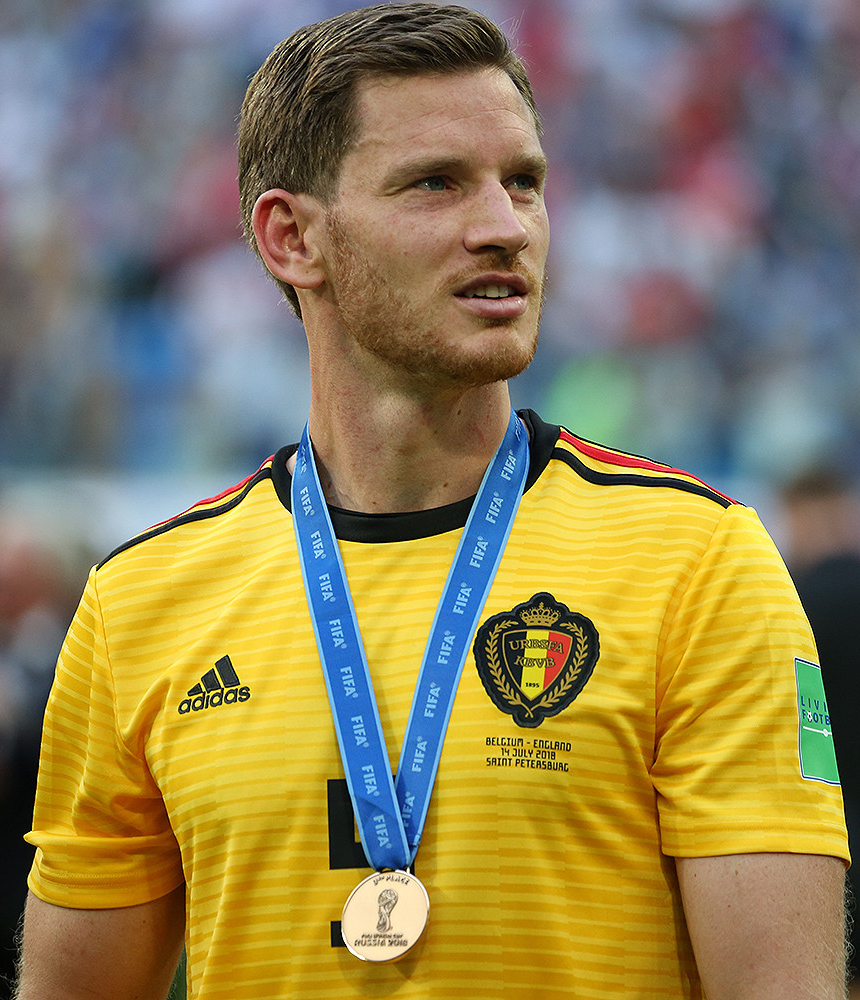
Vertonghen nach der Siegerehrung bei der WM 2018

Bei der Europameisterschaft 2016 in Frankreich wurde er als Stammspieler in das Aufgebot Belgiens aufgenommen und stand in den ersten vier Partien bis zum Achtelfinale jeweils über die volle Spielzeit auf dem Platz. Danach knickte er im Training um und fiel für das Viertelfinale aus. Gegen Wales verlor das Team mit 1:3 und schied aus.
Am 7. Oktober 2017 stellte er beim 4:3-Sieg gegen Bosnien-Herzegowina im Rahmen der Qualifikation für die WM 2018 mit seinem 96. Länderspiel den 26 Jahre alten Rekord von Jan Ceulemans als Rekordnationalspieler Belgiens ein. Nur drei Tage später war er in einem Spiel gegen Zypern erneut über die volle Spieldauer im Einsatz; mit diesem Einsatz wurde er zum Rekordnationalspieler seines Heimatlandes.
Am 2. Juni 2018 machte er als erster Belgier sein 100. Länderspiel. Mit Belgien nahm er an der Fußball-Weltmeisterschaft 2018 als Stammspieler teil; Vertonghen schied mit Belgien im Halbfinale gegen den späteren Weltmeister Frankreich aus, belegte nach einem Sieg im Spiel um Platz 3 gegen England am Ende aber den 3. Platz. Vertonghen absolvierte bei diesem Turnier jedes Spiel bis auf das letzte Gruppenspiel, bei dem er geschont wurde.
Bei der infolge der COVID-19-Pandemie erst 2021 ausgetragenen Europameisterschaft 2020 gehörte er zum belgischen Kader und spielte in den ersten zwei Gruppenspielen sowie im Achtel- und Viertelfinale. Lediglich im Gruppenspiel gegen Finnland (Belgien war bereits für das Achtelfinale qualifiziert) wurde er nicht eingesetzt. Belgien scheiterte im Viertelfinale mit 1:2 am späteren Europameister Italien.
Bei der Weltmeisterschaft 2022 wurde er von Nationaltrainer Roberto Martinez in den belgischen Kader berufen und bei allen drei Gruppenspielen eingesetzt. Nach der Gruppenphase schied Belgien als Dritter aus.
In der Qualifikation für die EM 2024 wurde er in sieben der acht Spiele eingesetzt und qualifizierte sich mit den Roten Teufeln ungeschlagen für die EM-Endrunde, für die er am 28. Mai 2024 nominiert wurde.

## Erfolge
Ajax Amsterdam
- Niederländischer Meister: 2011, 2012
- Niederländischer Pokalsieger: 2010
- Niederländischer Supercupsieger: 2006, 2007

Individuell
- PFA Team of the Year: 2013, 2018 (beide Premier League)